# دانيال كوش
دانيال كوش (بالإنجليزية: Daniel Koch)‏ هو سياسي أمريكي، ولد في 24 ديسمبر 1816، وتوفي في 7 يناير 1903. حزبياً، نشط في الحزب الجمهوري. وقد انتخب عضو مجلس نواب بنسيلفانيا.